# Aprostocetus brunneus
Aprostocetus brunneus är en stekelart som först beskrevs av Alan Parkhurst Dodd 1915.  Aprostocetus brunneus ingår i släktet Aprostocetus och familjen finglanssteklar. Inga underarter finns listade i Catalogue of Life.